# Trifolium scutatum
Trifolium scutatum ist eine Pflanzenart aus der Gattung Klee (Trifolium). Er wird in der Gattung in die Sektion Trifolium, Untersektion Clypeata gestellt.

## Beschreibung
Trifolium scutatum ist eine einjährige, krautige Pflanze, die Wuchshöhen zwischen 10 und 30 Zentimeter erreicht. Die aufsteigende Sprossachse ist dicht behaart und verzweigt sich.
Die Laubblätter sind wechselständig, die obersten aber gegenständig. Die Blätter sind dreifiedrig, die einzelnen Fiedern zwischen 1 und 1,4 Zentimeter lang und 0,5 bis 0,8 Zentimeter breit. Die Spreiten sind umgekehrt eiförmig und sich zur Basis hin verjüngend. Der Blattrand ist im oberen Teil fein gezähnelt. Sie sind angedrückt behaart. Die Spitze ist abgerundet. Die Nebenblätter sind mehr oder weniger papierartig, leicht behaart, mit dunkler Venatur und teilweise mit Sprossachse und Blattstielen verwachsen. Der freie Teil der Nebenblätter etwa ebenso lang wie der verwachsene Teil. Er ist lanzettlich oder sichelförmig und borstig.
Die Blütenstände stehen an Blütenstandsachsen, die aus den Spitzen der Sprossachsen auswachsen. Sie sind 1,8 bis 2,3 Zentimeter lang und zwischen 1,3 und 1,8 Zentimeter breit. Sie sind breit eiförmig oder umgekehrt eiförmig. Bei der Fruchtreife vergrößert sich der Blütenstand und wird kugeliger. Der Kelch ist zwischen 6 und 7 Millimeter lang. Er ist im unteren Teil röhrenförmig sich nach oben hin leicht verbreiternd und 10-nervig. Anfangs ist die Kelchröhre noch leicht behaart, wird aber später kahl. Die Kelchzähne sind ungleich lang, die unteren etwa doppelt so lang wie die oberen und lanzettlich bis sichelförmig. Alle Kelchzähne sind an roas<?> gepunktet und zur Fruchtreife abstehend. Die Kelchröhre schließt sich bei der Fruchtreife durch zwei Verdickungen, aus denen kurze Haare auswachsen. Die Krone ist weiß bis cremefarben mit rosa Spitzen der Schiffchen. Sie ist 2- bis 3-mal länger als der Kelch. Die Fahne ist etwa 1,5-mal länger als Schiffchen und Flügel.
Die einsamigen Hülsenfrüchte sind im unteren Teil papierartig und im oberen Teil verdickt. Die Samen sind etwa 2,5 Millimeter lang und von gelber Farbe.
Die Blütezeit reicht von März bis Mai.
Die Chromosomenzahl ist 2n = 16. 

## Verbreitung
Trifolium scutatum kommt vor auf Äckern und unter Büschen auf kalkigem Boden. Das Verbreitungsgebiet liegt in Kleinasien und im Mittleren Osten und schließt die Türkei, Syrien, den Libanon, Israel und Jordanien ein. Auch in Libyen existieren natürliche Vorkommen.

## Ökologie
Die Art ist selbstbestäubend. Nach der Fruchtreife fällt nicht eine einzelne Frucht, sondern der ganze Blütenstand mit mehreren Früchten herunter. Hierzu bricht er von der Sprossachse ab. Diese Fruchtstände sind üblicherweise zu schwer, um verweht zu werden. Diese Ausbreitungsstrategie wird Synaptospermie genannt.

## Taxonomie
Trifolium scutatum wurde 1843 von Pierre Edmond Boissier in Diagnoses Plantarum Orientalium novarum Serie 1, Band 2 Seite 27 erstbeschrieben.